# RITS
RITS (от англ. RNA-induced transcriptional silencing — сайленсинг транскрипции, индуцируемый РНК) — форма РНК-интерференции, при которой короткие молекулы РНК, такие как малые интерферирующие РНК (siРНК), подавляют транскрипцию гена-мишени. Это часто сопровождается посттрансляционными модификациями хвостов гистонов, а именно метилированием лизина 9 гистона H3 (H3K9me), которое приводят к образованию гетерохроматина в локусе-мишени. Таким образом, RITS участвует в образовании гетерохроматина de novo. Белковый комплекс, который связывается с siРНК и взаимодействует с метилированным остатком лизина 9 гистона Н3, называется комплексом RITS. RITS был открыт у делящихся дрожжей Schizosaccharomyces pombe, и было показано, что он принимает участие в инициации образования гетерохроматина и его поддержании в локусе типа спаривания и в образовании центромеры. В состав комплекса RITS S. pombe входят три белка: белок группы argonaute, содержащий piwi-домен и похожий на РНКазу Н, белок Chp1, содержащий хромодомен, и белок Tas3, взаимодействующий с белками argonaute и с Chp1. Для образования гетерохроматина необходимы, как минимум, белок argonaute и РНК-зависимая РНК-полимераза. Утрата генов, кодирующих эти белки, у S. pombe, приводит к нарушениям в структуре гетерохроматина и функционировании центромер, так как комплекс RITS содержит siРНК, считанную с центромерных повторов. Аномальное функционирование центромер, в свою очередь, приводит к нарушению сегрегации хромосом в митозе, а именно — к появлению «отстающих» хромосом на стадии анафазы.

## Функции и механизм
Первоначальное связывание RITS с локусом-мишенью осуществляется за счёт siРНК, входящей в состав комплекса. Далее RITS привлекает белок Clr-C, который метилирует остаток лизина 9 гистона H3, и RITS связывается с H3K9me посредством белка Chp1, который входит в состав RITS и содержит хромодомен. Было показано, что поддержание структуры гетерохроматина комплексами RITS представляет собой самоподдерживающуюся петлю обратной связи, при этом комплексы RITS стабильно связываются с H3K9me и запускают котранскрипционное разрушение любых образующихся мРНК, которые затем используются РНК-зависимой РНК-полимеразой для пополнения пула комплементарных siРНК, чтобы образовать больше комплексов RITS. Прикрепившись к гетерохроматину, комплекс RITS также принимает участие в привлечении других комплексов РНК-интерференции и белков, модифицирующих гистоны, к определённым локусам. Образование, но, возможно, не поддержание гетерохроматина зависит от РНКазы Dicer, который участвует в образовании комплементарных siРНК.

## У других организмов
Применимость наблюдений за локусами типа спаривания и центромерами делящихся дрожжей к млекопитающим пока неизвестна, и некоторые исследования показывают, что поддержание гетерохроматина млекопитающих не зависит от РНК-интерференции. Однако известно, что у растений и животных имеются аналогичные системы образования гетерохроматина, направляемого малыми РНК, поэтому возможно, что описанный выше механизм образования гетерохроматина у S. pombe консервативен и применим к млекопитающим. У высших эукариот опосредуемый siРНК гетерохроматиновый сайленсинг играет большую роль в клетках зародышевой линии, чем в первичных клетках и линиях клеток, и является одним из многих механизмов сайленсинга генов, поэтому его сложно изучать.
Роль РНК-интерференции в транскрипционном сайленсинге у растений достаточно подробно изучена. Она опосредована метилированием ДНК по пути РНК-зависимого метилирования ДНК. В этом процессе, отличном от описанного выше, связанные с белками argonaute siРНК распознают синтезирующиеся РНК-транскрипты или ДНК-мишень и направляют её метилирование, запуская сайленсинг.